# Cynorta salvadorensis
Cynorta salvadorensis is een hooiwagen uit de familie Cosmetidae.